# Stanley Bish
Stanley Bish (Jakarta, 24 mei 1951) is een Nederlandse voormalige profvoetballer.

## Loopbaan
Bish werd in Indonesië geboren uit Nederlands-Indische ouders. Een paar weken na zijn geboorte emigreerde het gezin naar Nederland, waar zij eerst in Deurne en later in Weert gingen wonen. Daar begon hij met voetballen bij de amateurs van Megacles en Wilhelmina '08, waar hij werd ontdekt door PSV.
Bish maakte in 1967 op de leeftijd van 16 jaar en 137 dagen zijn debuut voor de Eindhovenaren in de eredivisie. Hiermee is hij nog altijd de jongste debutant voor PSV ooit.
Mede door een beenbreuk blijft een definitieve doorbraak bij PSV uit, waarna de aanvaller in 1969 vertrekt naar DWS. Ook in Amsterdam lukt het Bish niet om door te breken, na één seizoen keert hij weer terug naar Noord-Brabant, waar hij gaat spelen voor NAC.
In Breda lukt het Bish wel om een vaste plek af te dwingen. In drie seizoenen scoort hij 23 keer voor NAC in de eredivisie. In 1973 verovert hij bovendien de KNVB Beker met de Bredanaars dankzij een 2-0 zege op N.E.C..
Hierna stapt Bish over naar Roda JC dat net is gepromoveerd naar de eredivisie. Na twee goede seizoenen in Kerkrade kiest Bish voor een lucratieve transfervrije overgang naar het Belgische Berchem Sport.
Na een sportief weinig succesvol jaar in de Belgische Eerste Klasse keert Bish in 1976 terug in Nederland. Hij gaat spelen voor FC Wageningen in de eerste divisie. Bish blijft tot halverwege het seizoen 1978/1979 op de Wageningse Berg, waarna FC VVV hem inlijft om de Venlose club voor degradatie uit de eredivisie te behouden.
Ondanks zes treffers van de aanvaller lukt dat niet en degradeert Bish met FC VVV naar de eerste divisie. Bish blijft nog twee seizoenen in Venlo waar hij na het seizoen 1980/1981 op 30-jarige leeftijd zijn spelerscarrière beëindigt. Hij voetbalt nog een jaar bij MVC '19 waar bij als jeugdtrainer actief is. Daarna heeft hij als trainer  VCH en Olympia '18 onder zijn hoede. 
Bish speelde in totaal 313 wedstrijden waarin hij 95 keer scoorde.
Na zijn voetballoopbaan was hij onder andere werkzaam bij de provinciale omroep L1 en de Limburgse Dagbladen. In 2012 heeft Bish zijn eigen bedrijf opgericht waarmee hij bedrijven adviseert met betrekking tot (online) communicatie.

## Clubstatistieken
| Seizoen | Club          | Land      | Competitie     | Duels | Goals |
| ------- | ------------- | --------- | -------------- | ----- | ----- |
| 1967/68 | PSV           | Nederland | Eredivisie     | 7     | 0     |
| 1968/69 | PSV           | Nederland | Eredivisie     | 1     | 0     |
| 1969/70 | DWS           | Nederland | Eredivisie     | 16    | 2     |
| 1970/71 | NAC           | Nederland | Eredivisie     | 31    | 12    |
| 1971/72 | NAC           | Nederland | Eredivisie     | 29    | 10    |
| 1972/73 | NAC           | Nederland | Eredivisie     | 13    | 1     |
| 1973/74 | Roda JC       | Nederland | Eredivisie     | 31    | 10    |
| 1974/75 | Roda JC       | Nederland | Eredivisie     | 33    | 14    |
| 1975/76 | Berchem Sport | België    | Eerste klasse  | 19    | 4     |
| 1976/77 | FC Wageningen | Nederland | Eerste divisie | 31    | 15    |
| 1977/78 | FC Wageningen | Nederland | Eerste divisie | 30    | 6     |
| 1978/79 | FC Wageningen | Nederland | Eerste divisie | 10    | 2     |
| 1978/79 | FC VVV        | Nederland | Eredivisie     | 19    | 6     |
| 1979/80 | FC VVV        | Nederland | Eerste divisie | 29    | 12    |
| 1980/81 | FC VVV        | Nederland | Eerste divisie | 14    | 1     |
| Totaal  | Totaal        | Totaal    | Totaal         | 313   | 95    |